# 上杉清方
上杉 清方（うえすぎ きよまさ/きよかた）は、室町時代中期の武将。上条上杉家の祖。越後国上条城主。実兄・上杉憲実の隠棲後山内上杉家当主を兼ねた。
また、関東管領・武蔵国守護も兼ねていた可能性がある。

## 生涯
上杉房方の末子として誕生。越後守護職は兄の朝方・頼方が継承し、三兄・憲実は山内上杉家を継承し関東管領となっていたため、清方は刈羽郡鵜川荘上条の地を領して分家し、上条上杉家を興した。
永享元年（1428年）、4代鎌倉公方・足利持氏が越後守護代・長尾邦景の取り込みを図り、邦景から通報を受けた8代将軍・足利義教は清方に対して邦景に協力して持氏に対抗するように命じた御教書を下している。永享9年（1437年）には兵庫頭に任じられている。
足利持氏が自刃し鎌倉公方が滅亡した永享の乱の後、隠遁した憲実によって関東管領と山内上杉家の家督を継承した。室町幕府は憲実の引退を認めず、清方をその代理として位置づけた。一方、山内上杉家の家督に関しては継承を認められ、同家の家臣は「清方被官」として認識されるようになる。また、同家家宰・長尾忠政や武蔵守護代・長尾景仲も清方の命令を受けて文書の発給や実際の政務を行うようになる。結城合戦の際には上杉持朝や持房・教朝らと共に軍勢を率いて活躍し、結城氏朝ら持氏派の残党を討ち取り、持氏の遺児の春王丸・安王丸らを捕縛し京に護送した。その後、嘉吉2年（1442年）5月に憲実が持氏方残党の岩松氏らとの交戦を終えて鎌倉に帰還した後は完全に政務から引退している事から、黒田基樹は同月以降は、清方が名実ともに関東管領であったとみている。
それから間もなく死去した。没年については、『続本朝通鑑』は文安3年（1446年）と伝えるが、文安元年（1444年）8月に隠遁して所領を全て清方に譲った筈の憲実が次男・竜春（後の房顕）の為に譲状を作成している事や、清方の菩提寺である長泉寺が文安2年（1445年）に創建されている事から、文安元年に清方が死去して山内上杉家の家督は再び空白となっていたとみられている。また、死因については越中国において自刃したという説がある（『 上杉略譜』）が、それを裏付ける根拠はない。